# Carabanchel Bajo
Carabanchel Bajo fue un antiguo municipio español, perteneciente a la provincia de Madrid. Desapareció a mediados del siglo XX al ser absorbido por el término municipal de Madrid.

## Historia
Hacia mediados del siglo XIX, el lugar, por entonces con ayuntamiento propio, tenía contabilizada una población de 890 habitantes. Aparece descrito en el quinto volumen del Diccionario geográfico-estadístico-histórico de España y sus posesiones de Ultramar de Pascual Madoz de la siguiente manera:

CARABANCHEL BAJO: l. con ayunt. en la prov., aud. terr., y c. g. de Madrid (3/4 leg.), part. jud. de Getafe (1), dióc. de Toledo (12): sit. en un llano algo bajo con relación á sus inmediaciones y con esposicion al S.; goza de clima templado, con vientos de E. y O., y se padecen calenturas inflamatorias y estacionales: en el art. de Carabanchel Alto, hemos indicado ya la buena disposicion de estos pueblos y la importancia que van adquiriendo como sitios de recreo á las inmediaciones de la cap.: el de que ahora nos ocupamos tiene 130 casas en 6 calles, 2 callejones, una plaza y una plazuela, sin empedrado la mayor parte, y no cede al otro Carabanchel en ricas y amenas posesiones; antes le aventaja en mucho, por comprender la magnífica de Vista Alegre, perteneciente á S. M., y otras, de que nos ocuparemos minuciosamente. [...] El térm. confina por N. y E. con Madrid; S. y O. Carabanchel de Arriba, sobre lo cual repetimos lo que hemos dicho respecto á este último l.: se estiende 1/2 leg. de N. á S. y 3/4 de E. á O., y comprende todos los paradores, casas y corrales que se hallan á la salida del puente de Toledo; una venta en el camino de Estremadura á 1/4 leg., otra en el de Toledo á igual dist. y 2,500 fan. de tierra de labor; le atraviesan 2 arroyos llamados de las Piedras y Valdecalado, ambos de curso incierto. El terreno es llano con algunas desigualdades, todo susceptible de cultivo y su mayor parte de primera calidad; los caminos son locales escepto el que viene á Madrid, que tambien comunica al otro Carabanchel, y es una verdadera carretera, con árboles á ambos lados en toda su estension: El correo se recibe en Madrid por balijero tres veces á la semana. prod.: trigo, cebada, algarrobas, garbanzos, habas, almortas y guisantes; se mantiene ganado lanar churro, cabrío y el vacuno, y mular necesario para las labores. ind.: 3 fáb. de jabón en muy buen estado, 1 de chocolate, la de gas ya referida y la agricultura. comercio: los prod. de la fabricacion y el sobrante de los frutos, 4 tiendas y un almacén de comestibles. pobl.: 200 vec., 890 alm. cap. prod., imp. y contr. (V. Carabanchel alto ó de arriba.) presupuesto municipal 26,400 rs. del que se pagan 2,200 al secretario por su dotacion, y se cubre con 8,400 rs. que prod. generalmente los bienes de propios, y el resto de arbitrios.
(Madoz, 1846, pp. 508-510)

El municipio desapareció el 9 de enero de 1948, al ser anexionado, junto con el de Carabanchel Alto, al término municipal de Madrid.

## Demografía
| Gráfica de evolución demográfica de Carabanchel Bajo entre 1842 y 1940 |
| |
| Población de derecho según los censos de población del INE Población de hecho según los censos de población del INEEntre el censo de 1950 y el anterior, este municipio desaparece porque se integra en el municipio 28079 (Madrid) |